# Stellarium (softver)
Stellarium je planetarni program slobodnog softvera otvorenog koda, licenciran prema uvjetima GNU General Public License 2, dostupan za Linux, Windows i macOS. Stellarium Mobile dostupan je za Android, iOS i Symbian kao plaćena verzija, a razvija ga Noctua Software. Sve verzije koriste OpenGL za prikaz realne projekcije noćnog neba u stvarnom vremenu.     
Stellarium je prikazan na SourceForgeu u svibnju 2006. kao Projekt mjeseca.

## Povijest
2006. godine Stellarium 0.7.1 osvojio je zlatnu nagradu u kategoriji Obrazovanje na natjecanju za besplatni softver Les Trophées du Libre.
Modificirana verzija Stellariuma korištena je u projektu MeerKAT kao virtualni prikaz neba koji pokazuje gdje su ciljane antene radioteleskopa.
U prosincu 2011., Stellarium je dodan kao jedna od "istaknutih aplikacija" u Ubuntu Software Center.

### Projekcija kupole planetarija
Značajke distorzije ribljeg oka i sfernog zrcala omogućuju projiciranje Stellariuma na kupolu. Sferno izobličenje zrcala koristi se u projekcijskim sustavima koji koriste digitalni video projektor i prvo površinsko konveksno sferno ogledalo za projiciranje slike na kupolu. Takvi su sustavi uglavnom jeftiniji od tradicionalnih planetarnih projektora i projektora s leće ribljeg oka, pa se iz tog razloga koriste u kućnim planetarijima gdje je kvaliteta projekcije manje važna. Različite tvrtke koje grade i prodaju digitalne planetarne sustave koriste Stellarium, kao što je e-Planetarium. Digitalis Education Solutions, koji je pomogao razviti Stellarium, stvorio je fork nazvanu Nightshade koja je posebno prilagođena planetarnoj upotrebi.     

### VirGO
VirGO je dodatak Stellarium, vizualni preglednik za europsku ustanovu za znanstveni arhiv Europske južne opservatorije (ESO) koji astronomima omogućuje pregledavanje profesionalnih astronomskih podataka. Više se ne podržava i ne održava; zadnja verzija bila je 1.4.5, od 15. siječnja 2010. godine.     

## Stellarium Mobile
Stellarium Mobile je Stellariumov fork koju su razvili neki od članova Stellarium tima. Trenutno cilja mobilne uređaje koji rade na Symbian, Maemo, Android i iOS. Neke mobilne optimizacije integrirane su u glavni proizvod Stellarium.

## Slike
- Umjetnički prikaz zviježđa u verziji 0.6.2
- Umjetnost prikaz zviježđa u verziji 0.10.1
- Mars i njegovi sateliti u Stellariumu 0,14
- Ekvatorijalna i azimutna mreža u Stellariumu 0,14
- Snimka zaslona noćnog načina rada u Stellariumu 0,14